# 沙南猜路

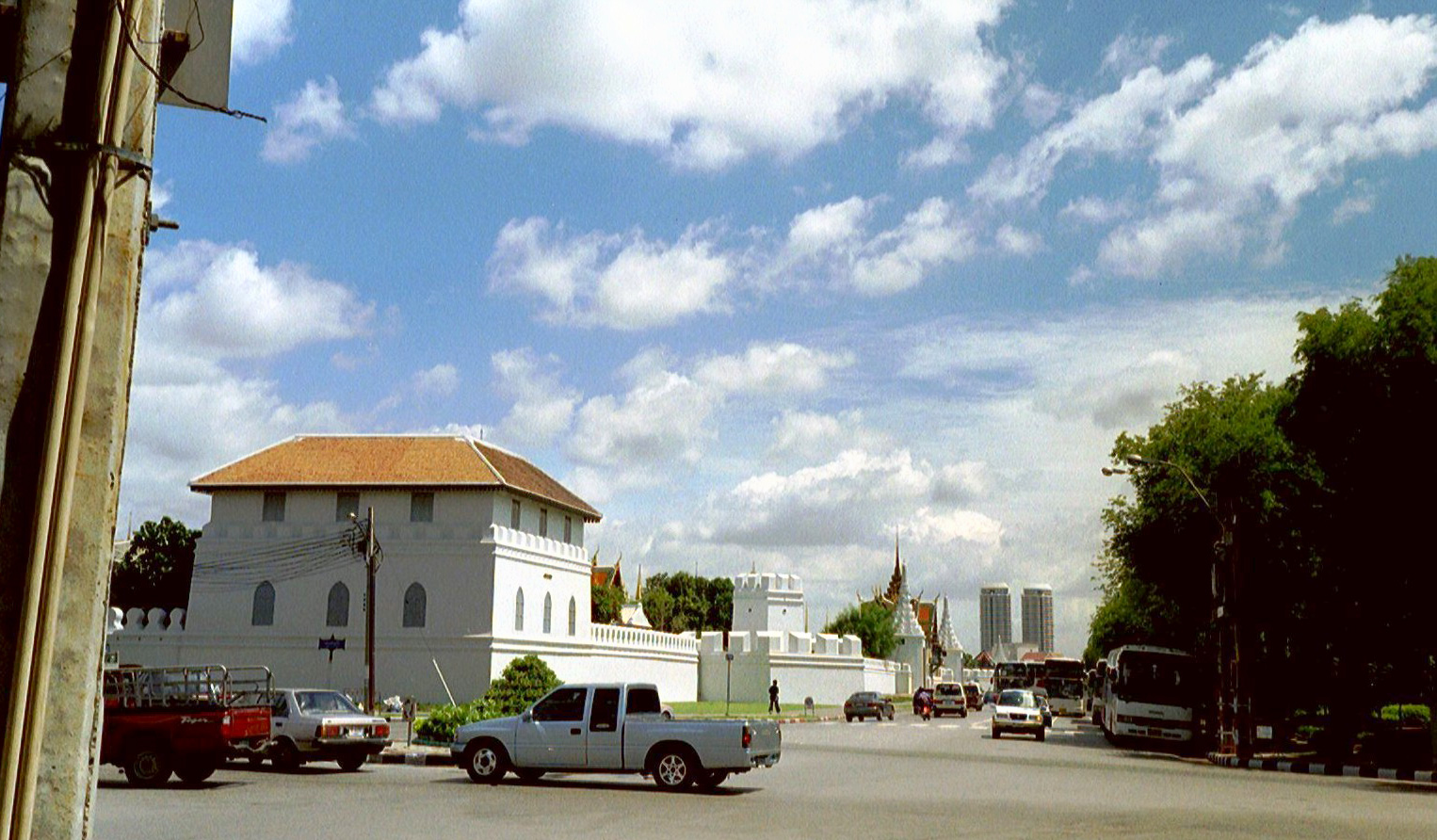
沙南猜路 ถนนสนามไชย Sanam Chai Road

沙南猜路，位於泰國首都曼谷舊城區的主要馬路。泰國國防部及總檢察院的所在地。